# شركة أمبال-إسرائيل الأمريكية
شركة أمپال-إسرائيل الأمريكية Ampal-American Israel Corporation، هي شركة طاقة إسرائيلية وهي جزء من شركة غاز الشرق المتوسط.

## التأسيس
تأسست في عام 1942، ويملكها رجل الأعمال الإسرائيلي يوسف مايمان، ضابط المخابرات السابق في الموساد. وتشارك بنسبة (6.6%) في شركة غاز شرق المتوسط

## وصلات خارجية
- الموقع الرسمي للشركة